# Иванов, Денис Витальевич
Денис Витальевич Иванов (укр. Денис Віталійович Іванов; род. 22 июля 1978, Краматорск, УССР) — украинский продюсер, кинодистрибьютор, культурный менеджер, телеведущий, основатель Одесского международного кинофестиваля, кинофестиваля для детей и подростков «Чилдрен Кинофест», руководитель кинокомпании «Артхаус Трафик», член Европейской киноакадемии, член Национального союза кинематографистов Украины.

## Биография
Денис Иванов родился в городе Краматорске Донецкой области. В 2000 году закончил Донецкий государственный университет по специальности «Политология». В 1996 году основал «Клуб альтернативного кино» при Донецком государственном университете. В 1998—1999 году работал телеоператором в Донецкой областной государственной телерадиокомпании. В 1999 учился в лондонском Islington College of Arts, получил диплом мастера черно-белой фотографии.

## Карьера
В 2000—2001 работал программным координатором Киевского международного театрального фестиваля «Мистецьке березілля».
В 2001 году стал членом отборочной комиссии и программным координатором Киевского МКФ «Молодость», в 2002 году занял пост программного директора, в 2003 — маркетинг-директора фестиваля.
В 2003 году Денис Иванов вместе с группой единомышленников открыл кинокомпанию «Артхаус Трафик» и стал её генеральным директором. «Артхаус Трафик» стал первым украинским дистрибьютором арт-кино и менеджером кинофестивалей. За время существования «Артхаус Трафик» выпустил в украинский кинопрокат более 300 фильмов, среди которых среди которых «Пина» Вима Вендерса, «Океаны» Жака Перрена, «Затоичи» Такеши Китано, «Бассейн» Франсуа Озона, «Возвращение» Андрея Звягинцева, «Олдбой» Чхан-Ук Пака, «Пророк» Жака Одиара, «Миллионер из трущоб» Дэнни Бойла, «Даллаский клуб покупателей» Жана-Марка Валле и многие другие.
В 2006 году Денис Иванов стал сопродюсером триллера «Штольня», реж. Любомир Левицкий, международная премьера которого состоялась на Московском международном кинофестивале.
В 2010 году стал основателем и генеральным директором (2010—2013) Одесского международного кинофестиваля, который за первые несколько лет стал одним из самых больших киносмотров Восточной Европы со зрительской аудиторией около 100 тыс. человек.
Совместно с режиссёром Владимиром Тихим выступил продюсером альманахов короткометражных фильмов «Мудаки. Арабески» (2010) и «Украина Гудбай» (2012). В 2013 году Денис Иванов стал генеральным продюсером фильма «Зеленая кофта» режиссёра Владимира Тихого, мировая премьера которого состоялась на кинофестивале в Сан-Себастьяне. Фильм также принял участие в международном конкурсе Варшваского МКФ и получил приз Международной федерации кинопрессы (FIPRESCI) за лучший украинский полнометражный фильм на Одесском кинофестивале 2014.
В декабре 2013 года по инициативе Дениса Иванова состоялся первый зимний кинорынок в Киеве, который стал ежегодным профессиональным событием для украинских кинотеатров, дистрибьюторов и продюсеров.
Фильм «Племя» режиссёра Мирослава Слабошпицкого (2014), в котором Денис Иванов выступил в роли сопродюсера, стал победителем программы «Недели Критики» Каннского фестиваля. Картина участвовала в более чем 50 кинофестивалях по всему миру, в том числе МКФ в Локарно и Торонто и вышел в прокат в более чем сорока странах, став самым успешным международным релизом украинского фильма в истории.
В 2014 году основал фестиваль искусства кино для детей и подростков «Чилдрен кинофест». В 2017 году фестиваль расширился до 21 города, количество зрителей превысило 40 тыс.
В 2016 году выступил инициатором проведения ежегодных дней украинского кино UKRAINE ON FILM в культурном центре BOZAR в Брюсселе, Бельгия.
Картина «Уровень чёрного» режиссёра Валентина Васяновича (2017), в которой Иванов выступил в роли ассоциированного продюсера, получила приз Международной федерации кинопроссы (FIPRESCI) за лучший украинский полнометражный фильм на Одесском кинофестивале 2017 и стала украинским кандидатом на премию «Оскар» в категории «лучший фильм на иностранном языке».
В 2017 году Денис Иванов стал автором идеи и директором кинофестиваля «Киевская неделя Критики» . В качестве кураторов кинопрограммы выступили известные украинские кинокритики: Дарья Бадьёр, редактор раздела «Культура» онлайн-издания «LB.ua»; киновед и редактор раздела «Кино» Cultprostir Надежда Заварова; автор изданий «Украинская правда» и «Укринформ» Александр Гусев и режиссёр, основатель портала Cineticle Станислав Битюцкий.
В 2017 году Денис Иванов выступил в качестве украинского сопродюсера картины Сергея Лозницы «Донбасс», которая стала фильмом-открытия секции «Особый взгляд» Каннского кинофестиваля 2018 и была отмечена жюри призом за лучшую режиссуру.
Сопродюсер веб-сериала «Игра в кальмара».

## Телевидение
В апреле 2014 на украинском канале НЛО состоялся первый выпуск телепередачи «Про Кино на НЛО», в которой Денис Иванов стал продюсером и ведущим.

## Фильмография

### Полный метр
- 2006 — Штольня, реж. Любомир Левицкий
- 2013 — Зелёная кофта, реж. Владимир Тихий
- 2014 — Племя, реж. Мирослав Слабошпицкий
- 2017 — Уровень чёрного, реж. Валентин Васянович
- 2018 — Донбасс, реж. Сергей Лозница
- 2019 — Полина и тайна киностудии, реж. Олиас Барко

### Короткий метр
- 2010 — MMS, реж. Роман Бондарчук
- 2010 — Глухота, реж. Мирослав Слабошпицкий
- 2010 — Душа в душу, реж. Александр Постоленко
- 2010 — Конченая, реж. Аксинья Курина
- 2010 — Мой друг Серега, реж. Иван Тимшин
- 2010 — Мудаки. Арабески, реж. Вера Яковенко
- 2010 — Памяти Питера, реж. Владимир Тихий
- 2010 — Папа, реж. Виктория Нестеренко
- 2010 — Последнее письмо, реж. Юрий Ковалев
- 2010 — Пятница, реж. Юлия Шашкова
- 2010 — Рано утром, реж. Владимир Тихий
- 2010 — Света, реж. Владимир Тихий
- 2010 — Такси?, реж. Вера Яковенко
- 2010 — Трусы, реж. Жанна Довгич
- 2010 — Тупик, реж. Иван Тимшин
- 2010 — Очень, реж. Владимир Тихий
- 2010 — Украинская литература, реж. А.Лавренишин, Д. Коломойцев
- 2012 — Ангел смерти, реж. Владимир Тихий
- 2012 — Аривидерчи, Серега, реж. Андрей Тимощук
- 2012 — Без ГМО, реж. Лариса Артюгина
- 2012 — Борода, реж. Дмитрий Сухолиткий-Собчук
- 2012 — Вкус мороженого, реж. Тьерри Дуссе
- 2012 — Гамбург, реж. Владимир Тихий
- 2012 — Гауди, реж. Аксинья Курина
- 2012 — Грибы, реж. Валерий Шалыга
- 2012 — Да поеду, реж. Валерий Шалыга
- 2012 — Дом у дороги, реж. Виктор Сухобрус
- 2012 — Как казаки в космос полетели, реж. Евгений Матвиенко
- 2012 — Камыш, реж. Руслан Батицкий
- 2012 — Ключ, реж. Артур Млоян
- 2012 — Красивая женщина, реж. Елена Алимова
- 2012 — Краткая история, реж. Иван Тимшин
- 2012 — Национальная идея в Украине, реж. Дан Воронов
- 2012 — Пирог, реж. Юрий Ковалев
- 2012 — Почти любви, реж. Юлия Шашкова
- 2012 — Свидание", реж. Евгений Матвиенко
- 2012 — Сова, реж. Оксана Казмин
- 2012 — Україно, Goodbye!, киноальманах-сборник
- 2012 — Ядерные отходы, реж. Мирослав Слабошпицкий